# Copa del Generalíssim de futbol 1964-65
La Copa del Generalíssim de futbol 1964-65 va ser la 61ena edició de la Copa d'Espanya.

## Primera Ronda
14 i 15 de novembre i 14 de març.
| Equip 1           | Global | Equip 2          | Anada | Tornada |
| ----------------- | ------ | ---------------- | ----- | ------- |
| CD Abarán         | 3-9    | Real Santander   | 3-3   | 0-6     |
| CA Ceuta          | 3-6    | Reial Societat   | 3-2   | 0-4     |
| Barakaldo CF      | 4-3    | Cadis CF         | 4-1   | 0-2     |
| Burgos CF         | 10-4   | Melilla CF       | 5-0   | 5-4     |
| CF Calvo Sotelo   | 3-1    | CE Europa        | 2-1   | 1-0     |
| Celta de Vigo     | 3-0    | Hèrcules CF      | 2-0   | 1-0     |
| Real Gijón        | 8-3    | Reial Valladolid | 4-1   | 4-2     |
| Granada CF        | 6-2    | UP Langreo       | 6-1   | 0-1     |
| CD Málaga         | 0-2    | Pontevedra CF    | 0-1   | 0-1     |
| RCD Mallorca      | 3-0    | CE Sabadell      | 3-1   | 0-1     |
| CD Mestalla       | 6-2    | SD Indauchu      | 5-1   | 1-1     |
| CD Ourense        | 2-5    | Ontinyent CF     | 1-3   | 1-2     |
| CA Osasuna        | 2-1    | CE Constància    | 2-1   | 0-0     |
| Real Unión Irún   | 4-1    | Algeciras CF     | 4-0   | 0-1     |
| Recreativo Huelva | 3-0    | CE Hospitalet    | 3-0   | 0-0     |
| CD Tenerife       | 2-2    | CF Badalona      | 2-2   | 0-0     |

- Desempat

| Equip 1     | Marcador | Equip 2     |
| ----------- | -------- | ----------- |
| CD Tenerife | 2–2      | CF Badalona |
| CD Tenerife | 4–0      | CF Badalona |

## Setzens de final
24, 25 i 27 d'abril i 15, 16 i 18 de maig.
| Equip 1                | Global | Equip 2             | Anada | Tornada |
| ---------------------- | ------ | ------------------- | ----- | ------- |
| Barakaldo CF           | 5-6    | Llevant UE          | 3-1   | 2-5     |
| Reial Betis            | 1-4    | Reial Societat      | 1-2   | 0-2     |
| Burgos CF              | 2-3    | Córdoba CF          | 1-0   | 1-3     |
| Real Sporting de Gijón | 3-3    | RCD Espanyol        | 3-1   | 0-2     |
| Granada CF             | 1-2    | Deportivo La Coruña | 1-2   | 0-0     |
| Recreativo Huelva      | 1-3    | Athletic de Bilbao  | 1-0   | 0-3     |
| UD Las Palmas          | 2-2    | CD Tenerife         | 2-0   | 0-2     |
| RCD Mallorca           | 3-0    | Sevilla FC          | 1-0   | 2-0     |
| CD Mestalla            | 2-7    | Reial Madrid        | 2-1   | 0-6     |
| Reial Múrcia           | 4-3    | CF Calvo Sotelo     | 3-1   | 1-2     |
| Ontinyent CF           | 1-6    | Atlètic de Madrid   | 0-1   | 1-5     |
| CA Osasuna             | 4-2    | Real Oviedo         | 3-1   | 1-1     |
| Pontevedra CF          | 2-1    | Elx CF              | 0-0   | 2-1     |
| Real Santander         | 1-8    | FC Barcelona        | 1-4   | 0-4     |
| València CF            | 2-0    | Celta de Vigo       | 1-0   | 1-0     |
| Reial Saragossa        | 9-1    | Real Unión Irún     | 5-1   | 4-0     |

- Desempat

| Equip 1       | Marcador | Equip 2      |
| ------------- | -------- | ------------ |
| Real Gijón    | 3–3      | RCD Espanyol |
| UD Las Palmas | 0–0      | CD Tenerife  |
| Real Gijón    | 2–1      | RCD Espanyol |
| UD Las Palmas | 1–0      | CD Tenerife  |

## Vuitens de final
22, 23 i 30 de maig.
| Equip 1             | Global | Equip 2           | Anada | Tornada |
| ------------------- | ------ | ----------------- | ----- | ------- |
| Athletic de Bilbao  | 4-3    | UD Las Palmas     | 2-2   | 2-1     |
| FC Barcelona        | 4-2    | Reial Múrcia      | 4-1   | 0-1     |
| Deportivo La Coruña | 1-2    | Real Gijón        | 0-2   | 1-0     |
| Reial Madrid        | 1-4    | Atlètic de Madrid | 1-0   | 0-4     |
| RCD Mallorca        | 0-2    | Pontevedra CF     | 0-0   | 0-2     |
| CA Osasuna          | 2-5    | Reial Societat    | 2-1   | 0-4     |
| València CF         | 2-1    | Córdoba CF        | 2-1   | 0-0     |
| Reial Saragossa     | 9-5    | Llevant UE        | 7-2   | 2-3     |

## Quarts de final
6, 12 i 13 de juny.
| Equip 1         | Global | Equip 2            | Anada | Tornada |
| --------------- | ------ | ------------------ | ----- | ------- |
| Pontevedra CF   | 0-4    | Athletic de Bilbao | 0-3   | 0-1     |
| Reial Societat  | 3-2    | Real Gijón         | 3-2   | 0-0     |
| València CF     | 0-3    | Atlètic de Madrid  | 0-1   | 0-2     |
| Reial Saragossa | 7-4    | FC Barcelona       | 6-4   | 1-0     |

## Semifinals
20 i 26 de juny.
| Equip 1                 | Global | Equip 2            | Anada | Tornada |
| ----------------------- | ------ | ------------------ | ----- | ------- |
| Club Atlético de Madrid | 11-4   | Reial Societat     | 8-1   | 3-3     |
| Reial Saragossa         | 7-2    | Athletic de Bilbao | 5-0   | 2-2     |

## Final
| Club Atlético de Madrid | 1 - 0 | Reial Saragossa |
| ----------------------- | ----- | --------------- |
| Cardona 65'             |       |                 |

## Campió
| Campions de la Copa d'Espanya 1965   |
| ------------------------------------ |
| · Club Atlético de Madrid · 3r títol |